# Nimfa dolna
Nimfa dolna – jedna z metod połowu ryb na sztuczną muchę. Ma na celu imitowanie stadiów larwalnych owadów w toni wodnej przy pomocy sztucznych much zwanych nimfami. Używana najczęściej do połowu pstrągów i lipieni. Wyróżniamy wiele rodzajów tych przynęt, np. Rusty Scad, Specjal Brown, Green Dun N., Drifting C.C.C. i jeszcze wiele innych.